# L'Île mystérieuse (film, 1961)
Pour les articles homonymes, voir L'Île mystérieuse.
Pour plus de détails, voir Fiche technique et Distribution.
L'Île mystérieuse (Mysterious Island) est un film fantastique britanno-américain, réalisé par Cy Endfield, et sorti en 1961.

## Synopsis
Durant la guerre civile américaine, des soldats de l'Union s'enfuient à bord d'un ballon d'un fort où ils étaient prisonniers ; par un concours de circonstances, un soldat sudiste se retrouve avec eux dans la nacelle. Ne sachant comment piloter l'engin, ils partent à la dérive, portés par les vents violents d'une gigantesque tempête. Ils finissent par s'échouer sur une île qui semble déserte. Bientôt, deux autres naufragés les rejoignent et, alors que la vie commence à s'organiser, ils font connaissance avec les créatures qui peuplent l'île : un crabe, des guêpes, des oiseaux..., mais tous d'une taille démesurée !
Comme si cela ne suffisait pas, ils sont attaqués par des pirates ; mais l'embarcation de ceux-ci est coulée grâce à l'intervention inespérée du capitaine Nemo. Ce dernier n'a pas été tué comme on le croyait lors du naufrage de son fantastique sous-marin, le Nautilus (voir Vingt mille lieues sous les mers) : en fait, il mène secrètement des expériences scientifiques hors du commun, dont les monstres gigantesques qui peuplent l'île sont le fruit. Un large volcan entre alors brusquement en éruption et menace de réduire l'île à néant. Le capitaine Nemo sacrifiera son vaisseau et sa vie pour sauver les malchanceux aventuriers, qui quittent hâtivement leur havre mystérieux que la lave détruit complètement.

## Fiche technique
- Titre : L'Île mystérieuse
- Titre original : Mysterious Island
- Réalisation : Cy Endfield
- Scénario : John Prebble, Crane Wilbur &  Daniel B. Ullman, inspiré de L'Île mystérieuse de Jules Verne
- Directeur de la photographie : Wilkie Cooper
- Production : Charles H. Schneer pour la Columbia Pictures
- Musique : Bernard Herrmann
- Effets spéciaux : Ray Harryhausen
- Montage : Frederick Wilson
- Durée : 101 minutes
- Dates de sortie :
  - États-Unis : 20 décembre 1961
  - France : 10 janvier 1962[1]

## Distribution
- Michael Craig (VF : Gabriel Cattand) : le capitaine Cyrus Harding
- Joan Greenwood (VF : Lita Recio) : Lady Mary Fairchild
- Michael Callan (VF : Robert Marcy) : Herbert Brown
- Gary Merrill (VF : Jacques Berthier) : Gideon Spilett
- Herbert Lom (VF : Jean-Claude Michel) : le capitaine Nemo
- Beth Rogan (VF : Jacqueline Carrel) : Elena Fairchild
- Percy Herbert (VF : Louis Arbessier) : le sergent Pencroft
- Dan Jackson (VF : Georges Aminel) : le caporal Neb Nugent

## Autour du film
- Les scènes sur l'île ont été tournées sur les côtes d'Espagne.
- À l'origine, le concept du film devait être centré sur des naufragés sur une île déserte tentant de survivre face aux éléments, mais les producteurs jugèrent cette idée (l'idée originelle de Jules Verne) assez ennuyeuse, et ils décidèrent donc de rajouter des monstres préhistoriques géants afin de rendre le film plus excitant[2].
- Une séquence avec une plante carnivore géante était prévue (le scénarimage existe) mais celle-ci n'a jamais été filmée.
- Toute la graphie du film est inspirée des décors lignés figurant en gravure dans les éditions originales Hetzel, éditeur de Jules Verne.
- La musique est signée Bernard Herrmann, le compositeur de la musique de Citizen Kane et de plusieurs films d'Hitchcock, notamment...